# Irmtraud Stellrecht
Irmtraud Stellrecht (* 11. November 1943 in Heidenheim an der Brenz) ist eine deutsche Ethnologin.

## Leben und Wirken
Nach dem Schulbesuch in Stuttgart legte Irmtraud Stelltrecht dort 1964 am Evangelischen Heidehof-Gymnasium die Reifeprüfung ab. Im Sommersemester 1964 begann sie mit dem Studium der Fächer Völkerkunde, Alte Geschichte und Turkologie an der Ludwig-Maximilians-Universität München, das sie im Sommersemester 196?? an der Johannes Gutenberg-Universität Mainz fortsetzte. Im Wintersemester 1968/69 wechselte sie an die Johann-Wolfgang-Goethe-Universität Frankfurt/M., wo sie 1972 bei Eike Haberland promovierte („Feste in Dardistan“). In den Jahren von 1974 bis 1981 bearbeitete sie mit Stipendien der Deutschen Forschungsgemeinschaft Feldforschungsergebnisse. 1978 und 1980 führte sie eigene Feldforschungen in Nordpakistan bei den Gilgit und Hunza durch. 1986 habilitierte sie sich in Heidelberg für das Fach Ethnologie und arbeitete als wissenschaftliche Angestellte am Südasien-Institut der Universität Heidelberg. 1987 übernahm sie eine Professur an der Universität Köln, seit 1991 lehrte sie als Professorin an der Eberhard-Karls-Universität Tübingen.
Ihr Forschungsschwerpunkt ist die Ethnologie Nordpakistans.

## Schriften (Auswahl)
- Feste in Dardistan. Darstellung und kulturgeschichtliche Analyse (= Arbeiten aus dem Seminar für Völkerkunde der Johann-Wolfgang-Goethe-Universität, Frankfurt am Main, Bd. 5). Steiner, Wiesbaden 1973.
- Hunza und China (1761–1891). 130 Jahre einer Beziehung und ihre Bedeutung für die wirtschaftliche und politische Entwicklung Hunzas im 18. und 19. Jahrhundert. Steiner (= Beiträge zur Südasienforschung, Bd. 44). Wiesbaden 1978, ISBN 3-515-02799-8.
- (Bearb.): Materialien zur Ethnographie von Dardistan (Pakistan). Aus den nachgelassenen Aufzeichnungen von D. L. R. Lorimer (= Bergvölker im Hindukush und Karakorum, Bd. 3). Akademische Druck- und Verlagsanstalt, Graz 1979/1980.
- Menschenhandel und Machtpolitik im westlichen Himalaya. Ein Kapitel aus der Geschichte Dardistans (Nordpakistan). In: Zentralasiatische Studien, Bd. 15 (1981), S. 392–472.
- Interpretation of myths. In: Hermann Berger (Hrsg.): Mythology in modern Indian literature (= South Asian Digest of regional writing, Bd. 12). Steiner, Stuttgart 1992, S. 81–102, ISBN 3-515-06133-9.
- (als Hrsg.): PAK-German Workshop. Problems of comparative high mountain research with regard to Karakorum; Tübingen, October 1992. Institute of Social Anthropology, Tübingen 1992.
- Umweltwahrnehmung und vertikale Klassifikation im Hunza-Tal (Karakorum). In: Geographische Rundschau, Bd. 44 (1992), S. 426–434.
- Interpretative Ethnologie. In: Thomas Schweizer (Hrsg.): Handbuch der Ethnologie. Reimer, Berlin 1993, S. 29–78, ISBN 3-496-00446-0.
- (als Hrsg.): Perspectives on history and change in the Karakorum, Hindukush, and Himalaya (= Culture area Karakorum scientific studies, Bd. 3). Köppe, Köln 1997, ISBN 3-89645-153-7.
- (als Hrsg.): The past in the present. Horizons of remembering in the Pakistan Himalaya (= Culture area Karakorum scientific studies, Bd. 2). Köppe, Köln 1997), ISBN 3-89645-152-9.
- (als Hrsg.): Bibliography – Northern Pakistan (= Culture area Karakorum scientific studies, Bd. 1). Köppe, Köln 1998, ISBN 3-89645-151-0.
- (als Hrsg.): Karakorum – Hindukush – Himalaya. Dynamics of change (= Culture area Karakorum scientific studies, Bd. 4). Köppe, Köln 1998, ISBN 3-89645-154-5.
- (als Hrsg.): Transformation of social and economic relationships in northern Pakistan (= Culture area Karakorum scientific studies, Bd. 5). Köppe, Köln 1998, ISBN 3-89645-155-3.
- Das Fremde verstehbar machen. Ethnologie als Wissenschaft vom kulturell Fremden. In: Peter Rusterholz (Hrsg.): Wie verstehen wir Fremdes? Lang, Bern/Berlin 2005, S. 195–215, ISBN 3-03910-472-1.
- Feldforschung als Erfahrung. Adolf Friedrich und Karl Jettmar in Nordpakistan. In: Anna-Maria Brandstetter (Hrsg.): 60 Jahre Institut für Ethnologie und Afrikastudien. Ein Geburtstagsbuch. Köppe, Köln 2006, S. 23–48, ISBN 978-3-89645-814-8.
- Entwicklung als Identitätsprozess. In: Andreas Boeckh (Hrsg.): Kultur und Entwicklung. Vier Weltregionen im Vergleich. Nomos, Baden-Baden 2007, S. 165–196, ISBN 978-3-8329-2280-1.